# Блювас, Зоя
Зоя В. Блювас (в замужестве Кашкарова) (род. 1936) — советская прыгунья в воду. Участница Летних Олимпийских игр 1956 года. Мастер спорта СССР (1956). Представительница спортивного общества «Динамо» (Москва).

## Биография
Выступила в прыжках с 3-метрового трамплина на летних Олимпийских играх 1956 года. В соревнованиях принимали участие 17 спортсменок из 8 стран мира. В квалификации после шести прыжков набрала 62,12 балла и вышла в финал. Где после 4 прыжков набрала 36,03 балла, итого 98,15 и заняла 11-е место.
Супруг — Игорь Кашкаров, легкоатлет, участник летних Олимпийских играх 1956 года (Amateur Athlete, Volume 30, Amateur Athletic Union of the United States, 1959. С.21).